# Thomas Edward Scrutton
Thomas Edward Scrutton (28 août 1856-18 août 1934) est un avocat, juge et écrivain juridique anglais.

## Biographie
Thomas Edward Scrutton est né à Londres, fils de Thomas Urquhart Scrutton (1828-1896), riche armateur et chef de la célèbre compagnie maritime Scrutton and Co. Il fait ses études à la Mill Hill School puis devient étudiant au Trinity College de Cambridge et à l'University College de Londres.
À Cambridge, il remporte quatre fois la bourse Whewell et le prix Yorke, le premier à le faire. Il est également président de l'Union de Cambridge. Malgré cela, il n'obtient pas de bourse à Trinity ; son ancien élève, Frank MacKinnon, a émis l'hypothèse que Scrutton n'avait pas tenté d'obtenir une bourse, en raison du sentiment parmi certains camarades qu'il manquait « d'originalité ».
Il est admis au barreau du Middle Temple en 1882 et développe une pratique très active dans les affaires commerciales. Il devient conseiller du roi en 1901 et conseiller du Middle Temple en 1908. Il est également professeur de droit constitutionnel et d'histoire du droit à l'University College de Londres. Aux élections de 1886, il se présente sans succès comme candidat libéral à Limehouse.

## Carrière judiciaire

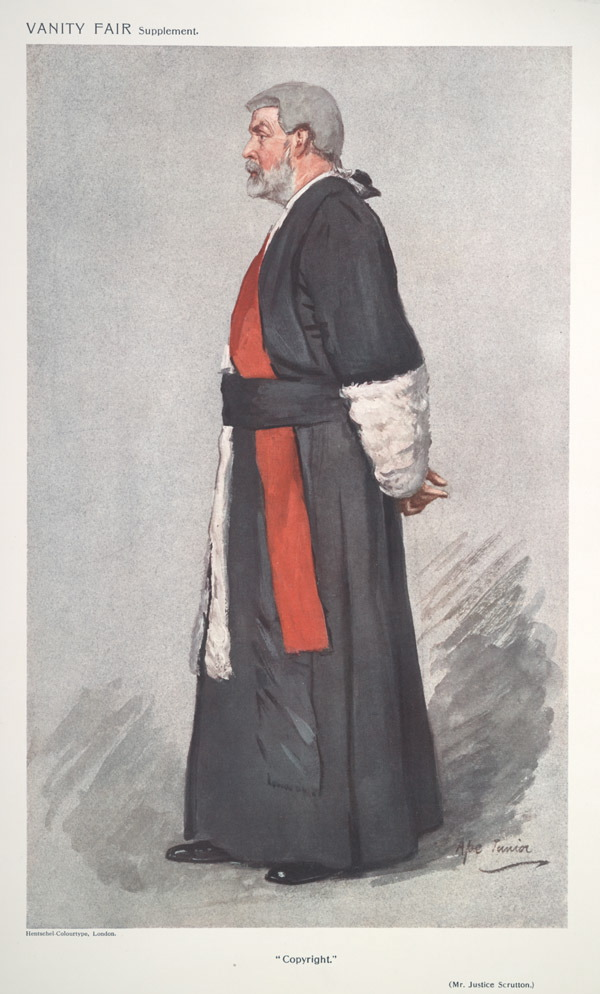
Copyright, Vanity Fair, 1911

Il est juge à la King's Bench Division (1910-1916) et à la Cour d'appel (1916-1934). Il siège fréquemment à la Cour d'appel avec John Eldon Bankes (en) et Dick Atkin (en), une combinaison qui est souvent citée comme l'un des bancs les plus solides sur les affaires commerciales. Du côté pénal, il préside le célèbre procès des « Mariées dans le bain » de George Joseph Smith en 1915 et rend une décision cruciale sur la base de « preuves de faits similaires » : Smith est accusé du meurtre d'une seule de ses récentes épouses par noyade, dans le bain, mais Scrutton statue que le fait que deux de ses autres épouses étaient décédées dans des circonstances presque identiques rend admissible la preuve d'une méthode ou d'un schéma de meurtre.
Malgré ses grandes capacités, Scrutton a la réputation d'être un juge difficile : « il ne supportait pas les imbéciles, et refusait souvent de les souffrir du tout ». Son apparence sévère et sa longue barbe (on dit qu'il ne s'est jamais rasé) intimident la plupart de ceux qui se présentent devant lui. Son intolérance s'étend même à d'autres juges, en particulier au flamboyant et controversé Henry McCardie qu'il méprise ouvertement et qu'il attaque avec une amertume croissante jusqu'à ce que leur antipathie mutuelle aboutisse à une querelle publique. McCardie se suicide peu de temps après, mais on pense généralement que la cause en est la dépression, sans rapport avec la querelle.
Sa réputation de personnalité difficile peut expliquer son échec à obtenir une nouvelle promotion à la Chambre des lords alors qu'il est incontestablement qualifié, en termes de mérite, pour devenir Law Lord. Au cours de ses dernières années, on dit qu'il s'est considérablement adouci : Henry Cecil, le juge et humoriste, rappelle dans ses mémoires Just Within the Law que Scrutton, dans la seule affaire que Cecil a défendue devant lui, avait été parfaitement poli, même s'il n'a pas pu résister à un commentaire sec selon lequel un avocat qui estime devoir répéter chaque point quatre fois ne peut pas avoir une grande opinion de l'intelligence de la Cour. James Atkin, son ancien élève, parlait toujours de Scrutton avec affection et respect.
Scrutton écrit The Contract of Affreightment as Expressed in Charter-parties and Bills of Lading (1886), dans lequel il s'appuie sur sa connaissance de l'entreprise familiale ainsi que sur sa formation juridique. Plus d’un siècle plus tard, il reste un texte standard sur le sujet. Il publie aussi des ouvrages juridiques sur le droit d'auteur.

## Vie privée
Dans la vie privée, il a une passion pour le golf. Il est connu pour son scepticisme religieux : à sa mort, il laisse des instructions selon lesquelles il ne devrait y avoir « aucun rituel chrétien vide » lors de son enterrement, bien que ses souhaits aient été soit ignorés, soit négligés. Son fils Tom, contrairement au scepticisme de son père, devient ecclésiastique.
Il épouse Mary Burton en 1884 et a trois fils et une fille. Le plus jeune fils est mort pendant la Première Guerre mondiale. Mary Midgley, la philosophe, sa petite-fille, donne un précieux aperçu de lui dans son autobiographie de 2005 , The Owl of Minerva.